# Liste der Baudenkmale in Prötzel
In der Liste der Baudenkmale in Prötzel sind alle Baudenkmale der brandenburgischen Gemeinde Prötzel und ihrer Ortsteile aufgelistet. Grundlage ist die Veröffentlichung der Landesdenkmalliste mit dem Stand vom 31. Dezember 2020.

## Baudenkmale in den Ortsteilen
In den Spalten befinden sich folgende Informationen:
- ID-Nr.: Die Nummer wird vom Brandenburgischen Landesamt für Denkmalpflege vergeben. Ein Link hinter der Nummer führt zum Eintrag über das Denkmal in der Denkmaldatenbank. In dieser Spalte kann sich zusätzlich das Wort Wikidata befinden, der entsprechende Link führt zu Angaben zu diesem Denkmal bei Wikidata.
- Lage: die Adresse des Denkmales und die geographischen Koordinaten. Link zu einem Kartenansichtstool, um Koordinaten zu setzen. In der Kartenansicht sind Denkmale ohne Koordinaten mit einem roten beziehungsweise orangen Marker dargestellt und können in der Karte gesetzt werden. Denkmale ohne Bild sind mit einem blauen bzw. roten Marker gekennzeichnet, Denkmale mit Bild mit einem grünen beziehungsweise orangen Marker.
- Bezeichnung: Bezeichnung in den offiziellen Listen des Brandenburgischen Landesamtes für Denkmalpflege. Ein Link hinter der Bezeichnung führt zum Wikipedia-Artikel über das Denkmal.
- Beschreibung: die Beschreibung des Denkmales
- Bild: ein Bild des Denkmales und gegebenenfalls einen Link zu weiteren Fotos des Baudenkmals im Medienarchiv Wikimedia Commons

### Biesow
| ID-Nr.   | Lage            | Bezeichnung                                                                   | Beschreibung | Bild                                                                          |
| -------- | --------------- | ----------------------------------------------------------------------------- | ------------ | ----------------------------------------------------------------------------- |
| 09181240 | Biesow 3 (Lage) | Gutsverwalterhaus mit Remise, Stallscheune und straßenseitiger Hofeinfriedung |              | Gutsverwalterhaus mit Remise, Stallscheune und straßenseitiger Hofeinfriedung |

### Harnekop
| ID-Nr.            | Lage                 | Bezeichnung | Beschreibung | Bild |
| ----------------- | -------------------- | --- | --- | --- |
| 09180692 Wikidata | Am Anger (Lage)      | Dorfkirche | Die evangelische Kirche stammt ursprünglich aus dem Mittelalter. In den Jahren 1831 und 1956/1957 wurde das Aussehen der Kirche stark verändert. Im Inneren befindet sich ein Kanzelaltar aus der zweiten Hälfte des 18. Jahrhunderts. | weitere Bilder |
| 09180845          | Lindenallee 1 (Lage) | Führungsbunker des Ministeriums für Nationale Verteidigung der DDR mit Stabsgebäude, Tarnaufbauten, Zufahrtsstraße und Wachgebäude | Der Führungsbunker wurde als Hauptführungsstelle des Ministeriums für Nationale Verteidigung (MfNV) der DDR gebaut. Erbaut wurde der Bunker von 1971 bis 1976.                                                                         | Führungsbunker des Ministeriums für Nationale Verteidigung der DDR mit Stabsgebäude, Tarnaufbauten, Zufahrtsstraße und Wachgebäude |

### Prädikow
| ID-Nr.   | Lage                     | Bezeichnung                                                               | Beschreibung | Bild                                                                      |
| -------- | ------------------------ | ------------------------------------------------------------------------- | --- | ------------------------------------------------------------------------- |
| 09180624 | (Lage)                   | Dorfkirche                                                                | Die evangelische Kirche stammt aus der Zeit Ende des 13. bis Anfang des 14. Jahrhunderts. Im 19. Jahrhundert wurde die Kirche umgebaut. Im Zweiten Weltkrieg wurde die Kirche zerstört, in den Jahren 1958/1959 wieder aufgebaut. Im Inneren stammt die Kanzel aus dem 17. Jahrhundert. | Dorfkirche                                                                |
| 09180182 | (Lage)                   | Gutshof mit Wohn- und Wirtschaftsgebäuden sowie Zufahrt und Pflasterung   | | Gutshof mit Wohn- und Wirtschaftsgebäuden sowie Zufahrt und Pflasterung   |
| 09180772 | Dorfstraße 12, 13 (Lage) | Zwei Vierfamilien-Gutsarbeiterhäuser mit zwei Stallgebäuden und Waschhaus | Zwei Vierfamilien-Gutsarbeiterhäuser (Lage (Dorfstraße 12), Lage (Dorfstraße 13)) mit zwei Stallgebäuden und Waschhaus | Zwei Vierfamilien-Gutsarbeiterhäuser mit zwei Stallgebäuden und Waschhaus |

### Prötzel
| ID-Nr.              | Lage                           | Bezeichnung                                                          | Beschreibung | Bild                                                                 |
| ------------------- | ------------------------------ | -------------------------------------------------------------------- | --- | -------------------------------------------------------------------- |
| 09180616            | (Lage)                         | Historische Dorfanlage mit barockem Schloss, Park und Wirtschaftshof | | Historische Dorfanlage mit barockem Schloss, Park und Wirtschaftshof |
| 09180617            | (Lage)                         | Schlossanlage mit Wirtschaftshof, Nebengebäuden und Schlosspark      | Die Schlossanlage wurde 1770 errichtet. 1859 ist das Schloss durch Friedrich August Stüler umgebaut worden. Der Schlosspark wurde ebenfalls 1770 geschaffen, ist aber nur noch in Teilen so erhalten, wie er angelegt wurde.                                                                   | Schlossanlage mit Wirtschaftshof, Nebengebäuden und Schlosspark      |
| 09180620            | Im Gamengrund (Lage)           | Gedenkstein für die Widerstandsgruppe Uhrig-Berlin                   | Die am Gedenkstein angebrachte Gedenktafel wurde entwendet (Stand 04.08.2021). | BW                                                                   |
| 09180622            | L 33 ()                        | Meilenstein, bei km 20,2                                             | | Meilenstein, bei km 20,2                                             |
| 09180623            | L 337 ()                       | Meilenstein, bei km 20                                               | Am Ortsausgang Prötzel | Meilenstein, bei km 20                                               |
| 09181037            | Stadtstelle 1, 6a (Lage)       | Vierfamilienwohnhaus (Nr. 6a) mit Nebengebäude (Nr. 1)               | | Vierfamilienwohnhaus (Nr. 6a) mit Nebengebäude (Nr. 1)               |
| 09180903            | Strausberger Straße 15 (Lage)  | Christliche Kleinkinderschule                                        | | Christliche Kleinkinderschule                                        |
| 09180617,t Wikidata | Strausberger Straße 15a (Lage) | Dorfkirche                                                           | Die evangelische Kirche wurde 1697/1698 erbaut. Bei einem Brand im Jahre 1660 war der Vorgängerbau aus dem Jahr 1375 zerstört worden. Der Turm wurde 1770 umgebaut und so dem Neubau des Schlosses angepasst. Im Inneren befindet sich eine Kanzel aus der ersten Hälfte des 18. Jahrhunderts. | weitere Bilder                                                       |
| 09180621            | Wriezener Straße 10 (Lage)     | Speicher                                                             | | Speicher                                                             |

### Sternebeck
| ID-Nr.   | Lage                             | Bezeichnung                | Beschreibung | Bild                       |
| -------- | -------------------------------- | -------------------------- | --- | -------------------------- |
| 09181248 | An der Försterei 1 (Lage)        | Forsthaus mit Nebengebäude | | Forsthaus mit Nebengebäude |
| 09180694 | Sternebecker Dorfstraße (Lage)   | Dorfkirche                 | Die Kirche wurde 1710 erbaut. Um 1790 sowie 1951 erfolgten gründliche Instandsetzungen. Im Inneren befinden sich eine Patronatsloge und ein Kanzelaltar aus der Bauzeit. | weitere Bilder             |
| 09180695 | Sternebecker Dorfstraße 8 (Lage) | Dorfschule                 | | Dorfschule                 |